# Panhard Dyna Z
La Panhard Dyna Z era un'autovettura di fascia media prodotta dal 1953 al 1959 dalla Casa automobilistica francese Panhard.

## Storia
Nel 1948, anno in cui fu lanciata a tutti gli effetti la Dyna X, alla Panhard si cominciò immediatamente a lavorare alla vettura che l'avrebbe sostituita. L'idea nasceva dall'esposizione di un prototipo, denominato Dynavia, dalle forme molto aerodinamiche, a partire dal quale la nuova vettura doveva riprendere le linee generali.

Meccanicamente doveva mantenere l'impostazione della Dyna X ed anche dal punto di vista dei materiali, si scelse l'alluminio per la carrozzeria, proprio come nel caso della Dyna X. La vettura doveva essere molto grande e spaziosa per poter trasportare comodamente un'intera famiglia, ma essere al tempo stesso dotata di un propulsore economico che non penalizzasse i consumi e le prestazioni dovevano comunque essere brillanti. Il progetto, denominato VLL (Voiture Large Légére) e capeggiato da Paul Panhard e dal figlio Jean, portò i suoi frutti il 17 giugno 1953, quando la nuova vettura fu presentata, in concomitanza con l'uscita di produzione della Dyna X, e fu battezzata Dyna Z.

Nonostante la denominazione, però, la nuova vettura aveva poco a che fare con la vecchia, in quanto sia il telaio che la carrozzeria erano di progettazione completamente nuova ed inedita: solo la meccanica riprendeva quella della ultime Dyna X. Gli ingombri erano decisamente maggiori rispetto a quelli della Dyna X: rispetto a quest'ultima, infatti, la Dyna Z era ben 75 cm più lunga, aspetto che pone la Dyna Z in una fascia di mercato più alta rispetto a quella della Dyna X e che le consente di rivaleggiare anche con vetture di categoria più alta. Inoltre, grazie ai sei posti che poteva offrire, diveniva un potenziale oggetto dei desideri per un gran numero di famiglie. In effetti il successo presso la stampa e il pubblico fu caloroso, in virtù delle sue linee originali, molto aerodinamiche ed accattivanti. Anche le prestazioni furono accolte con favore: la Dyna Z raggiungeva infatti una velocità massima di 132 km/h.
Unico neo inizialmente apparente era il prezzo, poco concorrenziale e dovuto alla scelta di soluzioni costose, come l'utilizzo dell'alluminio per i lamierati e per il telaio. 

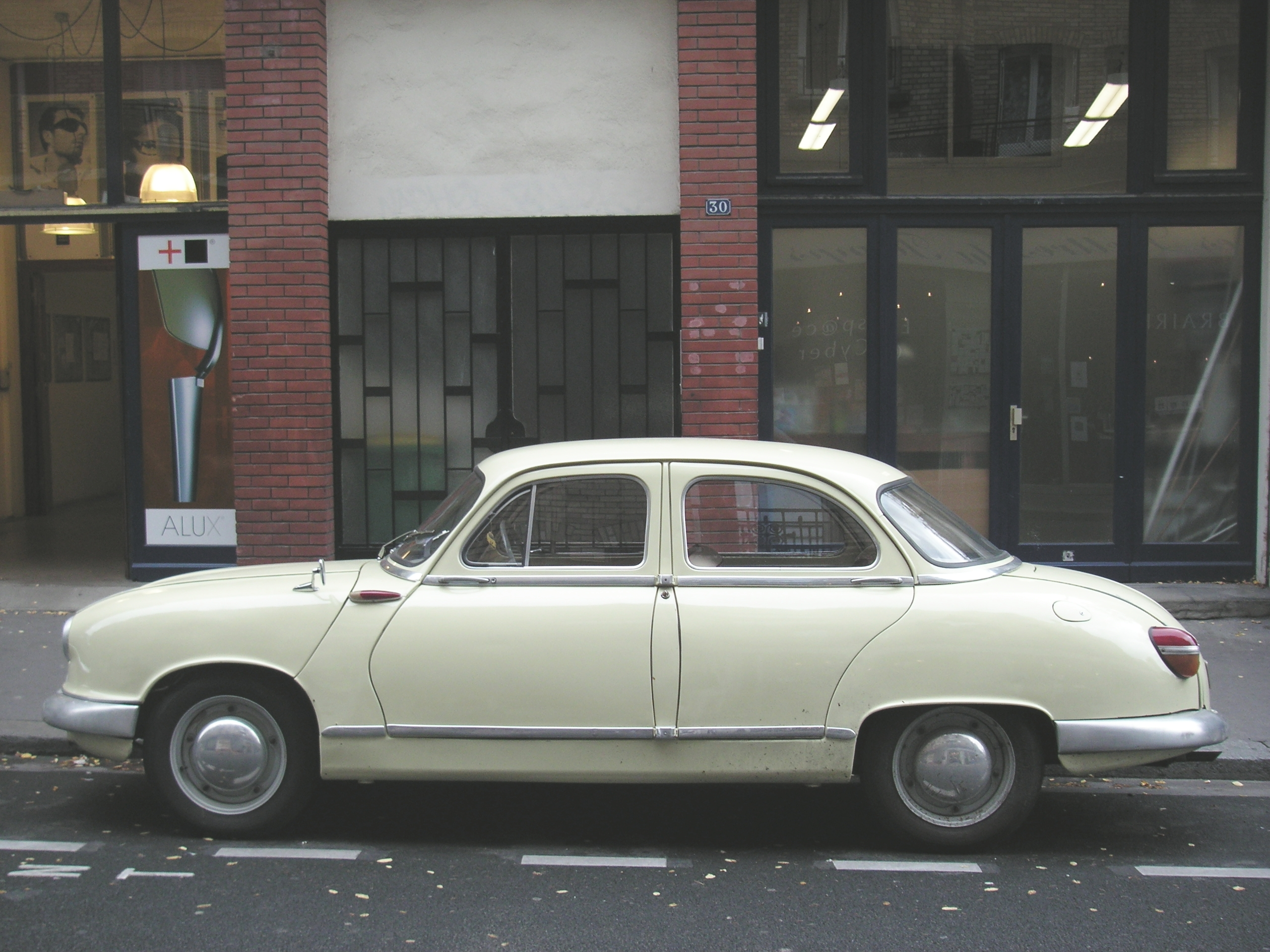
Una Dyna Z12

In ogni caso, il successo arrise alla Dyna Z, se non che, poco tempo dopo, cominciarono a emergere anche nuove problematiche relative a difetti nell'assemblaggio della carrozzeria e all'eccessiva rumorosità del motore. Già nel 1954, le vendite calarono sensibilmente e la Casa francese corse ai ripari: nel 1955, alla prima serie della Dyna Z, denominata Z1, furono apportate modifiche alla meccanica, inizialmente nelle sospensioni e successivamente al motore, in modo che fosse più silenzioso. Alla fine dello stesso anno, anche la scocca in alluminio fu accantonata a favore di una più tradizionale scocca in acciaio e inoltre furono introdotte ulteriori modifiche meccaniche.
Nel settembre del 1956, viene presentata la nuova serie della Dyna Z, denominata Z12, e caratterizzata dalla carrozzeria completamente in acciaio, comprese portiere e portelloni, per diminuire ulteriormente i costi di produzione e quindi il prezzo di listino. 

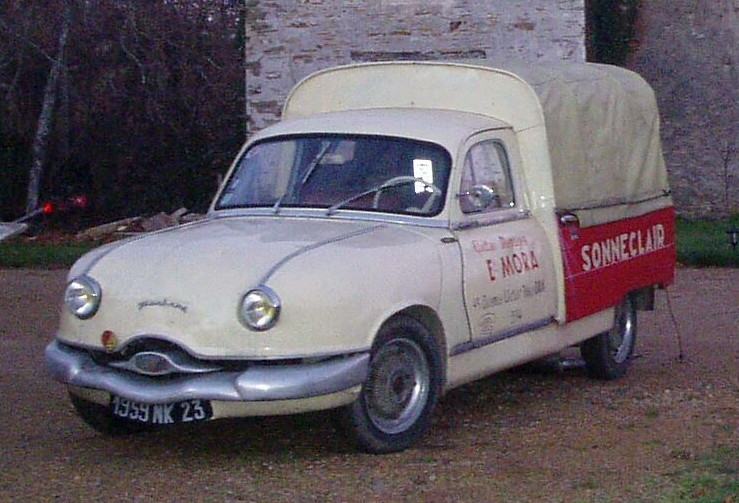
Una Dyna Z pick-up

All'inizio del 1957, la serie Z12 entra regolarmente in produzione: le prestazioni sono leggermente calate, per via dell'impiego di acciaio per i lamierati. La vettura era quindi un po' più pesante e la velocità massima passava da 132 a 129 km/h. Per contro, il prezzo era leggermente calato e il motore era più silenzioso. Nello stesso anno videro la luce nuove versioni della Dyna Z: la Grand Standing, versione di lusso della berlina normale, e la cabriolet, molto gradevole nella sua linea e disponibile sia in versione normale, sia in versione Grand Standing.
Nel 1959 furono introdotte anche le due versioni commerciali (furgone e pick-up) e la dotazione della gamma venne resa più ricca. Per finire, durante la prima metà del 1959, fu prodotta in serie limitata la Dyna Z Tigre (sigla di progetto Z16), con motore più potente, per venire incontro alla clientela più sportiva.

La Dyna Z fu tolta di produzione nel settembre del 1959, ma fu venduta fino a fine anno.

## Caratteristiche estetiche

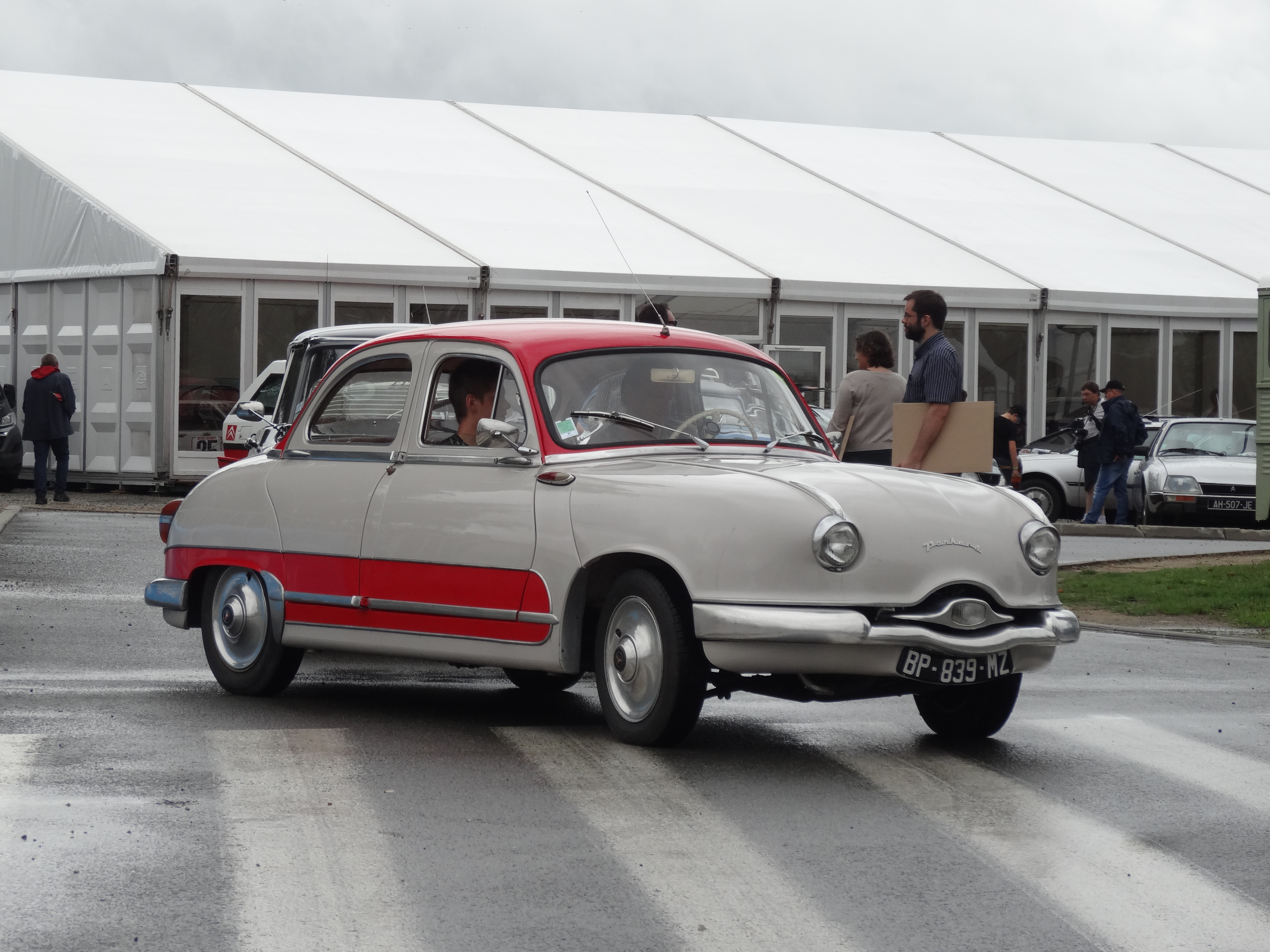
Una Dyna Z "Grand Standing"

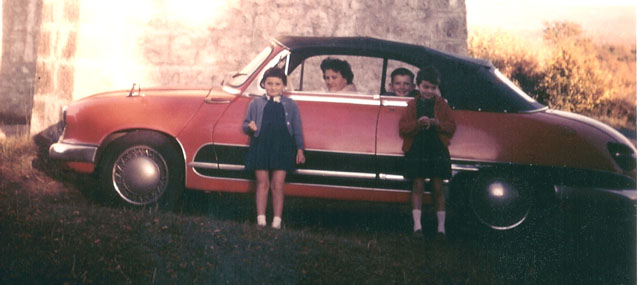
Una Dyna Z cabriolet

Uno degli aspetti più interessanti della Dyna Z è la sua linea, molto arrotondata e aerodinamica, ispirata dal prototipo Dynavia del 1948. La parte più caratteristica è il frontale, con i tondi fari leggermente sporgenti in alto e con il paraurti che si apre al centro per ospitare il terzo faro centrale, che altro non è che un fendinebbia. L'insieme fa pensare ad un buffo muso da pesce, che dona simpatia all'aspetto della vettura. Tra l'altro, l'intero frontale è incorporato nel coperchio del cofano motore: sollevandolo, l'intero frontale si ribalta e lascia la meccanica completamente a nudo.

La fiancata è la parte meno tormentata dell'intero corpo vettura: completamente liscia e priva di qualsiasi inserto, è caratterizzata unicamente da una linea cromata nel sottoporta e dalle frecce laterali anteriori a forma di goccia e sistemate alla base del montante anteriore. I passaruota posteriori erano di forma leggermente schiacciata.

La coda, piuttosto sfuggente, era caratterizzata dal lunotto panoramico e dall'ampio portellone del vano bagagli. I fari posteriori, che sulla prima serie erano di piccole dimensioni, sulla seconda erano decisamente più grandi e a forma di cupola.

Quanto alla versione cabriolet, la sua linea era opera della carrozzeria belga D'Ieteren con sede a Bruxelles. La Dyna Z Cabriolet era molto elegante, ma allo stesso tempo semplice. La sua linea era molto poco turbata da interventi di qualsiasi sorta.

## Meccanica

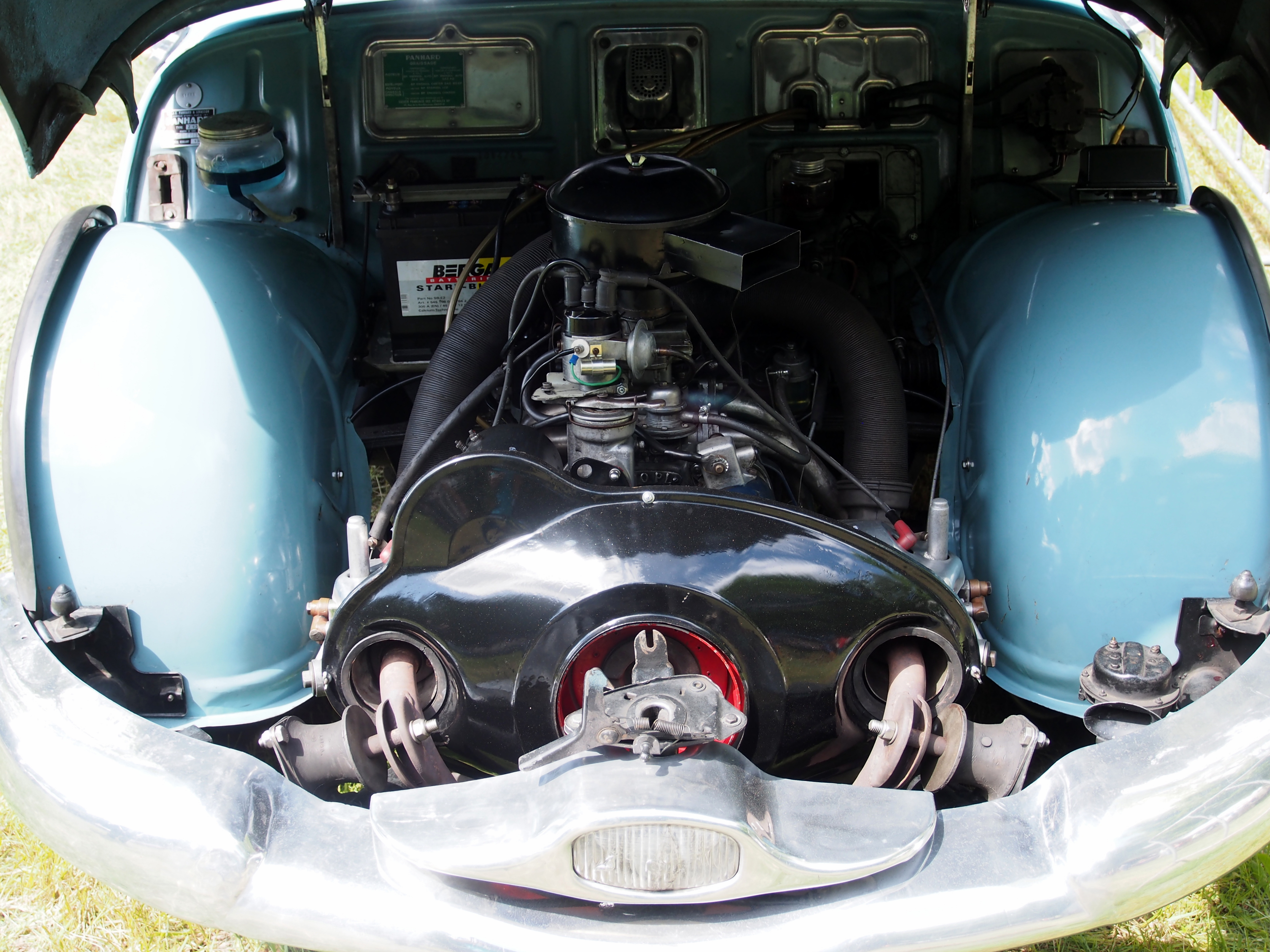
Il motore

La Dyna Z montava la stessa meccanica delle ultime Dyna X, vale a dire un bicilindrico boxer orizzontale raffreddato ad aria da 851 cm³, in grado di erogare una potenza massima di 42 CV a 5000 giri/min. La trazione è anteriore e il cambio era manuale a 4 marce. I freni sono a tamburo sulle quattro ruote, mentre le sospensioni erano anteriormente a ruote indipendenti e posteriormente a ruote semi-indipendenti. Sui due assi erano poi montati quattro ammortizzatori telescopici.

Molti furono gli interventi mirati a migliorare la vettura dal punto di vista della rumorosità e della maneggevolezza. Nel 1954 furono migliorati il raffreddamento del motore e la distribuzione. Alla fine del 1955 fu adottato un nuovo motore, denominato M5, più robusto e con un carburatore derivato dalle competizioni. Anche il cambio, che inizialmente soffriva di impuntamenti, fu migliorato, specie nella seconda serie, grazie all'utilizzo di nuovi sincronizzatori, e in opzione vi era anche la frizione automatica. Alla fine del 1957 fu adottato il sistema di raffreddamento Aérodyne, basato sull'utilizzo di una turbina centrifuga e derivato anch'esso dalle competizioni.

Nel 1959 la novità più importante fu la versione Tigre, dotata dello stesso motore delle altre versioni, ma potenziato fino a 50 CV, grazie all'utilizzo di un carburatore a doppio corpo. Tra gli altri aggiornamenti vi fu l'introduzione su tutta la gamma dei tamburi dei freni in lega leggera.